# U.S. Highway 32
Der U.S. Highway 32 (kurz US 32) war ein United States Highway in den Vereinigten Staaten. Er verlief in Ost-West-Richtung durch die Bundesstaaten Illinois und Iowa. Die Endpunkte lagen in Chicago im Osten und in Council Bluffs im Westen.

## Geschichte
Der Highway wurde 1926 eröffnet und verlief von Chicago westwärts auf einer Strecke von etwa 822 km (511 Meilen) nach Council Bluffs an der Grenze zu Omaha in Nebraska. Schon 1931 wurde das Westende des US 32 nach Osten nach Rock Island in Illinois verschoben, da fortan der U.S. Highway 6 nach Westen verlängert wurde und mit dem U.S. Highway 32 ab Princeton auf einer Strecke verlief. Dadurch blieb der Highway zumindest in Illinois auf der Strecke Chicago nach Princeton eigenständig und auf der Strecke Princeton nach Rock Island überlappend mit dem US 6 bestehen. Doch bereits 1934 wurde der U.S. Highway 34 von Sheffield aus nach Osten erweitert, wodurch der U.S. Highway 32 komplett aufgelöst wurde.

## Verlauf
Der Highway begann in seinem ursprünglichen Verlauf von 1926 in Chicago und führte weiter nach Westen über Naperville und Princeton nach Sheffield auf der Strecke des heutigen US 34. Ab Sheffield lief er auf der Strecke des heutigen US 6 bis zur Grenze zu Iowa und überquerte bei Davenport den Mississippi River. Von dort führte er über Iowa City nach Des Moines und von dort nach Council Bluffs an der Grenze zu Nebraska im Großraum von Omaha.